# Sankt Wolfgang im Salzkammergut
Sankt Wolfgang im Salzkammergut é um município da Áustria localizado no distrito de Gmunden, no estado de Alta Áustria.